# 喀爾巴阡生物圈保護區

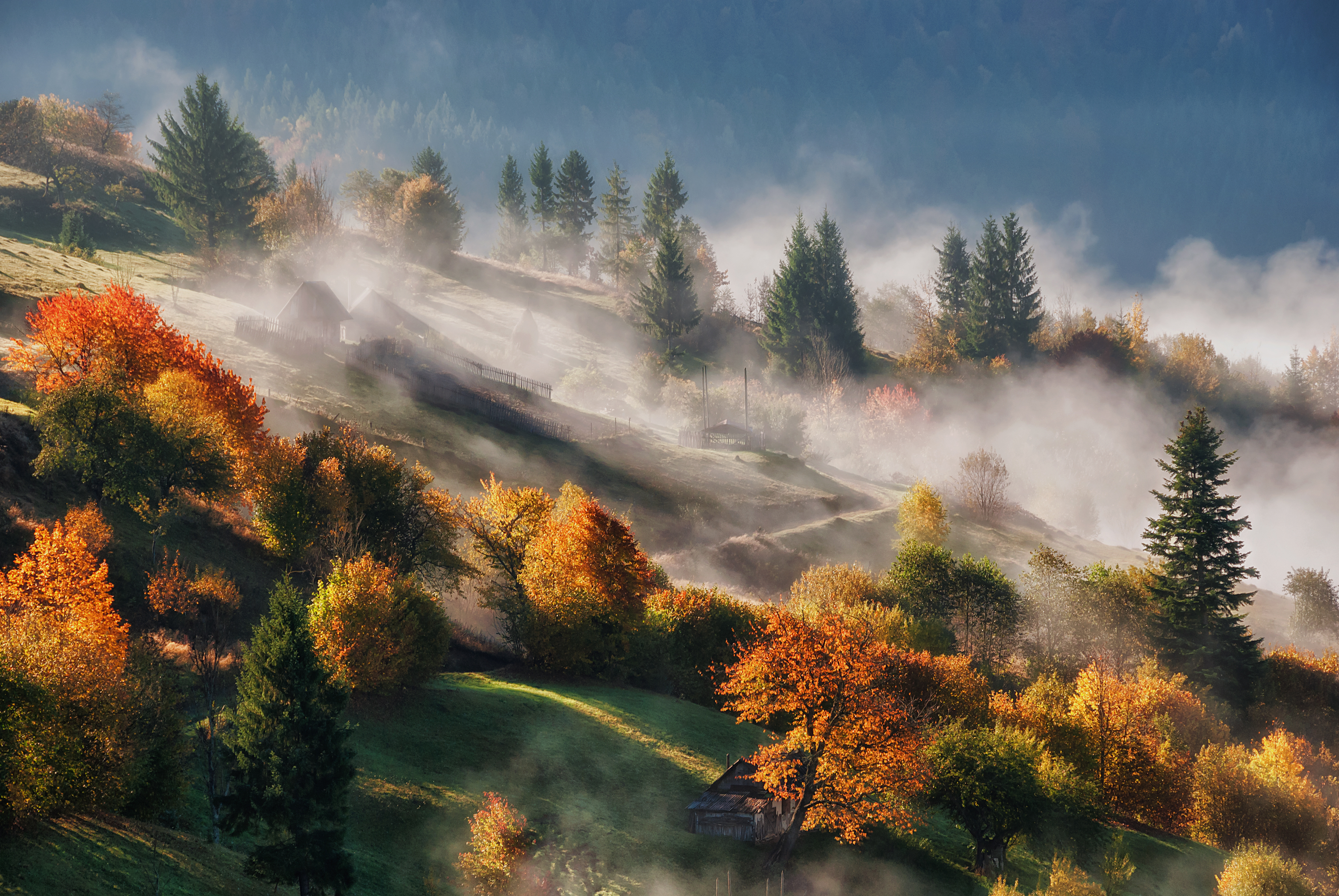
拉希夫郊區的秋季早晨，攝於烏克蘭喀爾巴阡生物圈保護區。

喀尔巴阡生物圈保护区（乌克兰语：Карпатський біосферний заповідник）是烏克蘭一個自然保護區，成立於1968年。1992年成为联合国教育、科学及文化组织世界生物圈保護區網絡的一部分。自2007年以来，该保护区的一大部分土地被列为联合国教科文组织的世界遗产。喀爾巴阡生物圈保護區位于外喀爾巴阡州的东部，总面积为57,880公顷。